# Awszalom Kor

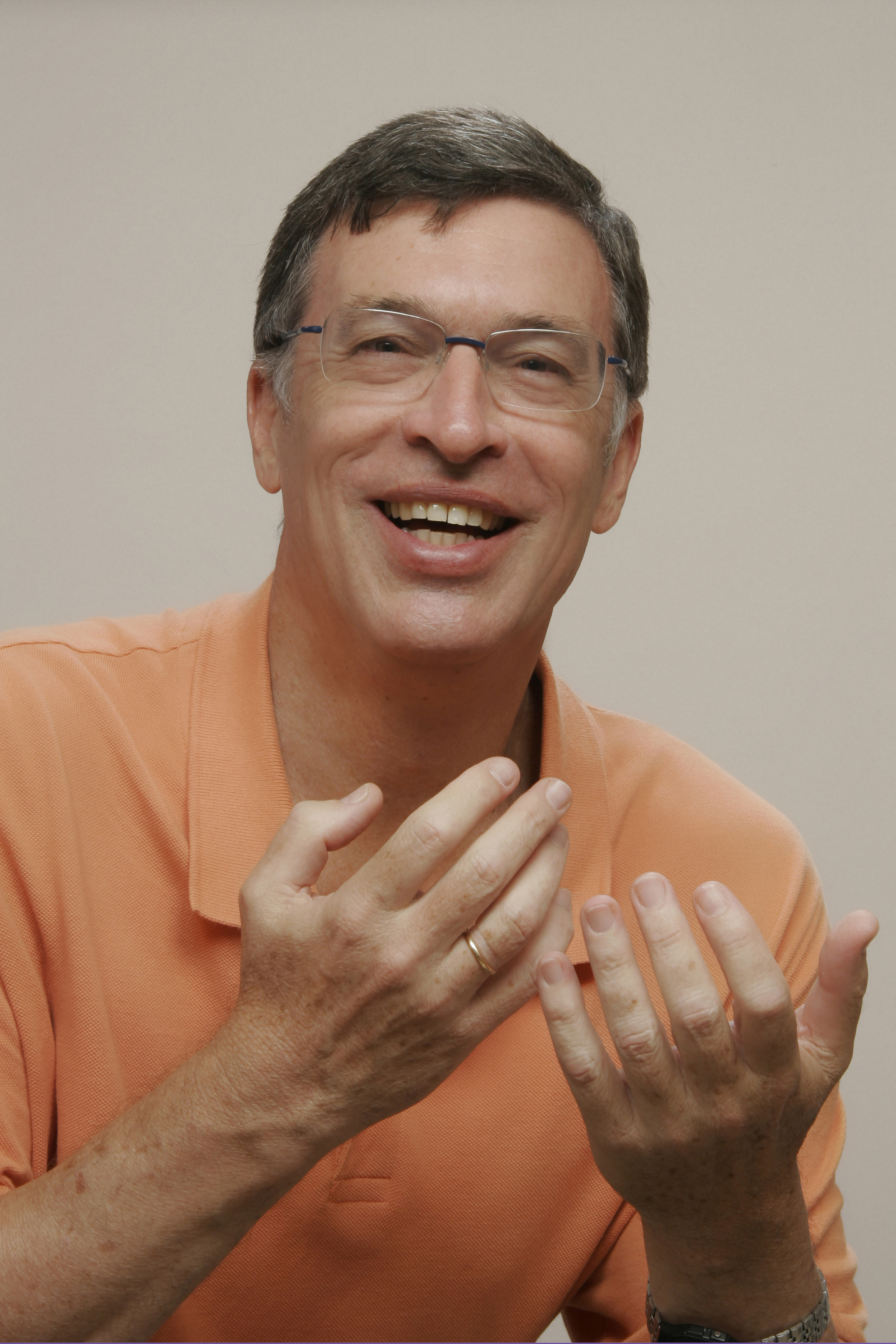

Awszalom Kor (hebr. אבשלום קור; ur. 17 września 1950) – izraelski językoznawca, ekspert w dziedzinie gramatyki hebrajskiej.

## Życiorys
Jego ojciec, Salomon Kor, był jednym z przywódców Bejtaru, pracował w Ministerstwie Obrony Izraela i redakcji dziennika Maariw. Awszalom Kor studiował na Uniwersytecie Telawiwskim. W latach 80. obronił swoją pracę magisterską na temat gramatyki Żydów jemeńskich. W 1988 obronił przewód doktorski na temat pijutów Jannaja (circa V-VI w.).
Awszalom Kor jest znany z prowadzonego przez lata w Pierwszym Kanale izraelskiej telewizji autorskiego programu Nadszedł czas na język (הגיע זמן לשון). Występował też w kąciku językowym audycji radia Galej Cahal. Często występuje wspólnie ze swym przyjacielem, satyrykiem Jechielem Safrą.
Żoną Kora jest znana izraelska autorka literatury dziecięcej, Zehava Kor. Mają trzech synów i trzy córki.

## Publikacje
- Lecono szel adam – kwodo[a] (לצונו של אדם – כבודו, 1980)
- Kor kore ba-midbar (1981, קור קורא במדבר)
- Be-lacon raw (1983, בלצון רב)
- Jofi szel iwrit (1986, יופי של עברית – „Piękno hebrajskiego”)
- Higija zman laszon (1994, הגיע זמן לשון – „Nadszedł czas na język”)